# 糙叶藤五加
糙叶藤五加（学名：Eleutherococcus leucorrhizus var. fulvescens）是五加科五加属藤五加的变种。分布在中国大陆的湖北、甘肃、广东、安徽、浙江、陕西、四川、长江流域、贵州、湖南、江西、云南等地，生长于海拔1,000米至3,100米的地区，多生长于森林或灌木林中，目前尚未由人工引种栽培。